# Foel Cwmcerwyn
Foel Cwmcerwyn ist mit 536 m der höchste Punkt der Preseli Hills in Pembrokeshire. Er liegt im Pembrokeshire-Coast-Nationalpark, obwohl er 10 km von der Küste entfernt liegt. Ein Weg zum Gipfel kommt von Rosebush. Ein trigonometrischer Punkt und einige Steinmännchen sind in der Gipfelgegend. Ein aufgelassener Steinbruch ist an der Ostflanke.

## Weblink
- Foel Cwmcerwyn

Koordinaten: 51° 57′ N, 4° 46′ W